# Karl Albert af Sardinien-Piemont
Karl Albert Amadeus, italiensk: Carlo Alberto Amadeo (født 2. oktober 1798 i Torino i Italien, død 28. juli 1849 i Porto i Portugal) var konge af Sardinien-Piemonte og hertug af Savoyen fra 1831 til 1849.

## En fjern arving til tronen
Allerede før Karl Albert blev to år gammel, døde hans far. Karl Albert og hans far var fjerne slægtninge til kongen af Sardinien. Karl Albert var tipoldesøn af Viktor Amadeus 2. Sardinien-Piemont, der havde været konge af Sicilien i 1713 – 1718, og som var Sardiniens første konge i 1720 – 1730. 
Karl Albert blev indsat som Sardiniens tronfølger i 1821, og han overtog tronen, da den regerende konge døde i 1831.

## Afkald på tronen
Under den første italienske frihedskrig fandt Slaget ved Novara sted den 23. marts 1849. Her tabte Sardinien til Østrig. Den østrigske hær blev ført af Radetzky. Karl Albert erkendte nederlaget og gav afkald på Sardiniens trone. Senere samme år døde Karl Albert under et besøg i Portugal.

## Forfader til de italienske konger
Efter Karl Alberts tilbagetræden kom sønnen Victor Emanuel 2. på tronen. I 1861 blev Victor Emanuel det samlede Italiens første konge og landets konger frem til indførelsen af republikkens oprettelse i 1946, er alle efterkommere af Victor Emanuel 2.